# Junonia javana
Junonia javana är en fjärilsart som beskrevs av Felder 1862. Junonia javana ingår i släktet Junonia och familjen praktfjärilar. Inga underarter finns listade i Catalogue of Life.